# Dysoxylum papuanum
Dysoxylum papuanum är en tvåhjärtbladig växtart som först beskrevs av Merr. & Perry, och fick sitt nu gällande namn av D.J. Mabberley. Dysoxylum papuanum ingår i släktet Dysoxylum och familjen Meliaceae. Inga underarter finns listade i Catalogue of Life.